# Помста Полісся
«Помста Полісся» — загін УПА, створений на Поліссі, що входив до бригади ВО «Турів», яка в свою чергу входила до складу військової групи УПА-Північ. Командиром загону був Грацюк Григорій (псевдо «Верховинець»).
Загін складався з трьох куренів: Голобенка, Яреми, Юрка. Діяв у 1943-1944 рр.
Однією з найвдаліших операцій УПА проти Німеччини навесні 1943 року була акція загону «Помста Полісся» під керівництвом сотника «Вовчака» (Олекса Шум), коли на шляху Ковель — Рівне, поблизу спаленого німцями села Кортеліси, був вбитий шеф спецвідділів СА генерал Віктор Люце.